# طب نفسي شرعي

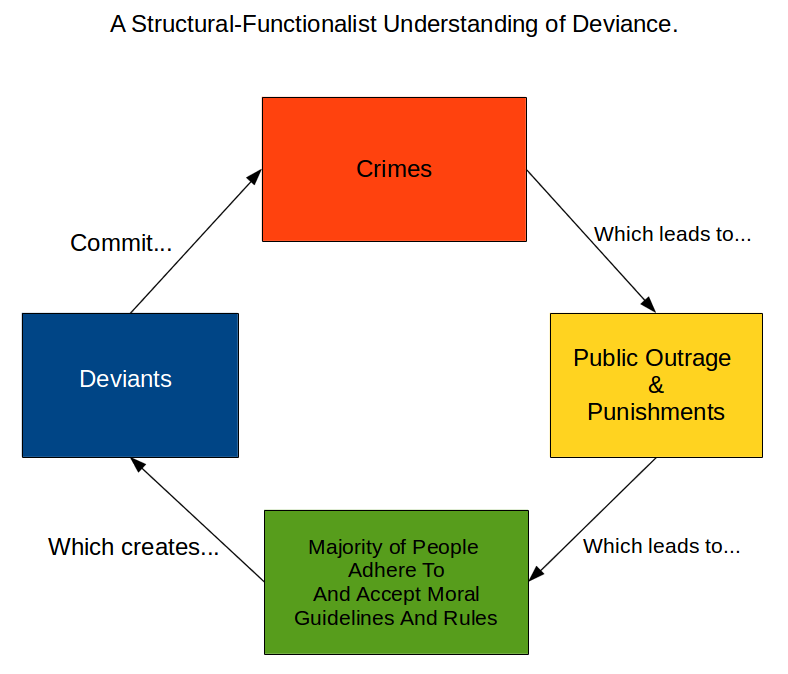

الطب النفسيّ الشرعيّ تخصُّصٌ فرعيّ للطب النفسيّ مرتبطٌ بعلم الجريمة. يشتمل الطب النفسيّ الشرعيّ على التفاعل القائم بين القانون والطب النفسيّ. يُقدِّمُ الطبيب النفسيّ الشرعيّ خدمات، كتحديد كفاءة المتّهم للمحاكمة أمام محكمة قانونيّة، بغية تسهيل العمليّة القضائيّة، إضافةً إلى توفير العلاج للمرضى المُجرمين كالأدوية والعلاج النفسيّ.

## العمل في المحكمة
يعمل الأطباء النفسيّون الشرعيّون مع المحاكم القضائيّة في تقييم كفاءة الأفراد للمثول أمام المحكمة والدفاع عن أنفسهم اعتماداً على الاضطرابات العقليّة (كالدفاع عن المُجرمين المرضى نفسياً) وإعطاء توصيات للمحكمة بناءاً على الخبرة الطبيّة النفسيّة. يبرز في الطب النفسيّ الشرعيّ مجالين للتقييم الجنائيّ، وهما كفاءة المثول أمام المحكمة والحالة العقليّة وقت الجريمة.

### الكفاءة للمثول أمام المحكمة
يتم تقييم كفاءة المُتَّهَم للمثول أمام المحكمة من قِبَل الطبيب النفسيّ الشرعيّ بغية تحديد ما إذا كان المُدَّعى عليه قادراً على فهم التهم المُوجّهة إليه ومساعدة المحامين على الدفاع عنهم. في الولايات المتحدة، تم تضمين الأمر في التعديل الخامس لدستور الولايات المتحدة، إذ يؤكد هذا التعديل على حق التمثيل في المحكمة والحصول على مساعدة من محام.
كذلك في القانون الإنجليزيّ وقانون ويلز هناك مفهوم مُشابه لما هو عليه الأمر في الولايات المتحدة، وهو «الملائمة للمرافعة».

#### المثول أمام المحكمة كشاهد خبير
يُدعى الأطباء النفسيّون الشرعيّون غالباً كشهود خبرة في الإجراءات الجنائيّة والمدنيّة، إذ يُعطون رأيهم في قضية مُحدَّدِة. وغالباً ما يُحضّر الطبيب النفسيّ الشرعيّ تقريراً مُفصَّلاً قبل الإدلاء بالشهادة. أولى واجبات شاهد الخبرة تقديم رأيٍ مستقل لهيئة المحكمة. يُسمح للخبير بالإدلاء بإفادته في المحكمة فيما يتعلَّق بالرأي فقط وذلك عندما تكون الأمور المعنيّة غير مفهومة بشكل عاديّ للمحقِّقين سواء كانوا قضاةً أو هيئة محلَّفين. وبناءاً على هذا، فقد حدد روَّاد الطب النفسيّ الشرعيّ كتوماس غوثيل وروبيرت سيمون وليزا جولد وآخرون التعليم باعتباره بعداً هاماً في دور شاهد الخبرة. يُطلب من الخبير تكوين رأي والإدلاء بهذا الرأي أمام المحكمة، ولكنه يقوم أيضاً بشرح أساس هذا الرأي، والذي يشمل بدوره مفاهيم ومناهج وأساليب مُستخدمة في الطب النفسيّ.

### الرأي بالحالة العقليّة
يمنح رأي الطبيب النفسيّ الشرعيّ بخصوص الحالة العقليّة للمُدان، القدرة على فهم ما إذا كان المُدعى عليه قادراً على فهم ما كان يفعله وقت الجريمة. تُصاغ هذه العبارة بشكل مختلف باختلاف المكان، وقد تكون مرفوضةً بالكامل في بعض الأماكن، كما هو الحال في بعض الولايات الأمريكيّة، ولكن في كل مكان، نيّة العمل الجرميّ وفهم الطبيعة الإجراميّة للفعل تؤثر على التوصيف النهائيّ للقضيّة. يتأثر تقييم الطب النفسيّ الشرعيّ بأحكام وقوانين المحكمات، ويمكن تضمين هذه التأثيرات ضمن ثلاثة معايير:
- حكم دانيل ماكنوتن: يُعذر المُدّعى عليه الذي لا يعرف طبيعة ونوعيّة الفعل بحكم وجود عيب في العقل أو مرض، أو إذا ما قام بالفعل وكان غير قادر على معرفة ما إذا كان هذا الفعل خاطئاً.[6]
- قاعدة درهام (عيب المنتج): يُعذر المُدَّعى عليه الذي يكون سلوكه نتيجة اضطراب عقليّ.[7]
- اختبار أي إل إي (قاعدة نموذج قانون العقوبات من المعهد الأمريكيّ للقانون): يُعذر المدعى عليه الذي يفتقد للقدرة على تقدير الإجرام (عدم مشروعيّة الأفعال) في سلوكه بسبب مرض عقليّ أوعيب، أو عدم القدرة على مُطابقة سلوكه لمتطلبات القانون.[8]

وبالتالي يغدو الحكم بالجملة التالية «غير مُذنب بسبب الجنون» (تُعرف باللغة الإنجليزيّة: "Not guilty by reason of insanity"، اختصاراً NGRI) أحد النتائج المحتملة في قضية تحمل ظروفاً مُشابهة لما ذُكر في الأحكام والقواعد السابقة. ومن المهم ملاحظة أن مصطلح «الجنون» مصطلح قانونيّ وليس مصطلحاً طبيَّاً. غالباً سيكون هناك طبيب نفسيّ شرعيّ (أو أطباء) يقيّمون جهتي الادعاء.
يشارك الأطباء النفسيّون الشرعيّون في رعاية السجناء، سواءاً في المحكمة أو في السجن، وفي رعاية المرضى العقليّين ممن ارتكبوا أفعالاً جرميّة (تُسقط التهمة عن مثل هؤلاء بسبب الجنون).

## إدارة المخاطر
يتم عادةً الإشراف على الكثير من المجرمين أو المشتبه بقيامهم بجريمة ما أو حتى من يُحتمل قيامهم بجرائم، ممن يعانون من مشاكل صحيّة عقليّة أو إعاقة ذهنيّة، يتم الإشراف عليهم عادةً من قِبَل فرق الطب النفسيّ الشرعيّ، التي تتكون بدورها من أطباء نفسيّين وعلماء نفس وممرضات وعاملين في الرعاية الصحيّة. تتحمل هذه الفرق بدورها مسؤوليَّةً مزدوجة؛ إذ تعمل هذه الفرق على تعزيز رفاهيّة النزلاء (المرضى) وسلامة الجمهور، فالهدف من هذا الإشراف ليس التنبؤ بقدر ما هو منع وقوع العنف، عبر وسائل إدارة المخاطر.
يُعتبر تقييم المخاطر وإدارتها مجالات في طور النمو في العلوم الشرعيّة، ويبرز في هذا المجال العمل الأكاديميّ الكنديّ وكولومبيا البريطانيّة. بدأ هذا المجال بمحاولة التنبؤ باحتماليّة تكرار نوع معيّن من الجرائم، من خلال جمع بين مؤشرات «مُستقرّة» من التاريخ الشخصيّ وتفاصيل الفعل بشكل أكتواريّ (تخمينيّ) كمقاييس RRASOR وStatic-99 والتي ثبت أنها أكثر دقّةً من إطلاق الحكم دون مساعدة رياضيّة. ومؤخراً، بدأ استخدام عوامل الخطر «الديناميكيّة» كالمواقف والاندفاع والحالة العقليّة والعائلة والظروف الاجتماعيّة واستخدام المواد (كحالات الإدمان) وتوافر وقبول الدعم، إذ تُستخدم كل هذه المؤشرات لإصدار «حكم مهنيّ مُنظّم». وتتمثل الغاية من كل ما سبق بالوصول إلى مرحلة الوقاية لا التنبؤ فقط، وذلك عبر تحديد عوامل الخطورة وتدبيرها. وقد يستلزم الأمر المراقبة والمعالجة وإعادة التأهيل والإشراف والتخطيط لسلامة الضحيّة، كما يعتمد الأمر على توافر التمويل الكافي والصلاحيات القانونيّة. قد تستند المقاييس الرسوميّة السابقة إلى بعض التقييمات المنشورة مثل HCR-20 (يتضمن هذا التقييم 10 عوامل تاريخيّة و5 سريريّة و5 عوامل إدارة خطورة) وRSVP (الاسم الكامل Risk of Sexual Violence Protocol، العربيّة: بروتوكول مخاطر العنف الجنسيّ) من جامعة سايمون فريزر.
توسّع البحث في هذا النطاق حتى استخدام الشبكات البايزيّة، التي تكون عبارة عن نماذج بيانيّة احتماليّة مصمّمة نموذجياً لتوضيح السبب والنتيجة أو العلاقات المرتبطة. عام 2015، نُشر نموذجان من الشبكات البايزيّة